# Juozas Baikštys
Juozas Baikštys (* 18. März 1998 in Šiauliai) ist ein litauischer Leichtathlet, der sich auf den Hochsprung spezialisiert hat.

## Leben
Nach dem Abitur 2017 am Julius-Janonis-Gymnasium Šiauliai absolvierte er von 2017 bis 2021 das Bachelorstudium an der Lietuvos sporto universitetas in der zweitgrößten litauischen Stadt Kaunas. 
Seine Schwester ist Urtė Baikštytė (* 1999) ist ebenfalls als Hochspringerin aktiv.

## Sportliche Laufbahn
Erste internationale Erfahrungen sammelte Juozas Baikštys im Jahr 2017, als er bei den U20-Europameisterschaften in Grosseto mit übersprungenen 2,14 m den achten Platz belegte. 2021 startete er bei den Halleneuropameisterschaften in Toruń, schied dort aber mit 2,10 m in der Qualifikation aus. Im Jahr darauf verpasste er bei den Europameisterschaften in München mit 2,17 m den Finaleinzug, wie auch bei den Halleneuropameisterschaften 2023 in Istanbul mit 2,14 m. Im Juni wurde er bei der 2. Liga der Team-Europameisterschaft im Rahmen der Europaspiele in Chorzów mit 2,15 m Fünfer, ehe er im August bei den World University Games in Chengdu mit 2,15 m den Finaleinzug verpasste. 2024 schied er bei den Europameisterschaften in Rom mit 2,12 m in der Vorrunde aus.
2022 wurde Baikštys litauischer Meister im Hochsprung im Freien sowie von 2021 bis 2023 auch in der Halle.